# Alex Ribeiro Garcia
Alex Ribeiro Garcia (San Paolo, 4 marzo 1980) è un cestista brasiliano.

## Palmarès
- Coppa di Lega israeliana: 1

Maccabi Tel Aviv: 2007